# TLC: Tables, Ladders and Chairs (2010)
L'édition 2010 de TLC: Tables, Ladders and Chairs (TLC) est une manifestation de catch (lutte professionnelle) télédiffusée et visible uniquement en paiement à la séance. L'événement, produit par la World Wrestling Entertainment (WWE), s'est déroulé le 19 décembre 2010 au Toyota Center de la ville de Houston, aux États-Unis. Ce spectacle annuel est principalement consacré aux matchs avec des tables, des échelles et des chaises.
Sept matchs, dont quatre mettant en jeu les titres de la fédération, ont été programmés. Chacun d'entre eux est déterminé par des storylines rédigées par les scénaristes de la WWE ; soit par des rivalités survenues avant le pay-per-view, soit par des matchs de qualification en cas de rencontre pour un championnat. L'événement met en vedette les catcheurs des divisions Raw et SmackDown, créées en 2002 lors de la séparation du personnel de la WWE en deux promotions distinctes.
Le main event de la soirée est un combat de chaises (chairs match) qui a vu la victoire de John Cena face à Wade Barrett marquant la fin de la rivalité entre les deux hommes. The Miz a défendu avec succès son titre de champion de la WWE face à Randy Orton dans un combat de table. Enfin Edge a remporté le championnat du monde Poids-Lourd de la WWE face à Kane, le champion en titre, Alberto Del Rio et Rey Mysterio dans un Tables, Ladders and Chairs (TLC) match.
11 500 spectateurs étaient présents et 195 000 foyers américains ont regardé ce spectacle en paiement à la séance.

## Contexte
Les spectacles de la World Wrestling Entertainment en paiement à la séance sont constitués de matchs aux résultats prédéterminés par les scénaristes de la WWE. Ces rencontres sont justifiées par des storylines - une rivalité avec un catcheur, la plupart du temps - ou par des qualifications survenues dans les émissions de la WWE telles que RAW, SmackDown et Superstars. Tous les catcheurs possèdent un gimmick, c'est-à-dire qu'ils incarnent un personnage gentil ou méchant, qui évolue au fil des rencontres. Un pay-per-view comme TLC: Tables, Ladders and Chairs est donc un événement tournant pour les différentes storylines en cours.

### Wade Barrett contre John Cena
Depuis juin 2010 Wade Barrett, avec son clan The Nexus a attaqué la plupart des catcheurs de Raw dont John Cena. À Hell in a Cell Cena perd contre Barrett dans un match dont la stipulation est qu'il doit rejoindre le clan en cas de défaite. Le lendemain il rejoint le clan mais le soir même il jure qu'il le détruira de l'intérieur. À Bragging Rights il fait perdre Barrett dans son match pour le championnat de la WWE face à Randy Orton. Wade Barrett a un match revanche pour le titre au Survivor Series avec John Cena comme arbitre spécial, et si Barrett perd Cena est renvoyé. Lors des Survivor Series Barrett perd le match et Cena est donc renvoyé. Après, Cena intervient dans des matchs où la Nexus participe, qui forcent la main de Barrett pour réintégrer Cena. Le 13 décembre lors du Raw des Slammy Awards, Cena lance un défi à Wade Barrett : un Chairs Match à TLC, que Wade Barrett accepte et après Cena ait prit une chaise et donne un coup à David Otunga.

### Kane contre Edge contre Rey Mysterio contre Alberto Del Rio
Aux Survivors Series, Kane conserve son titre de champion du Monde Poids-Lourd de la WWE contre Edge par double tombé. Par la suite Edge s'en prend au père de Kane, Paul Bearer qu'il avait kidnappé avant les Survivor Series. À Smackdown le 3 décembre, un match est organisé entre Kane et Edge pour définir la stipulation pour leur match à TLC, Edge gagne le match et choisit d'affronter Kane pour le titre dans un TLC match. À Smackdown avant TLC, le manager général de Smackdown Theodore Long annonce que le TLC pour le Titre du Monde Poids Lourds sera un Fatal 4 Way avec le champion en titre Kane, Edge et les deux derniers participants, qui sont en rivalité depuis plusieurs mois et devaient s'affronter dans un match de l'échelle, Alberto Del Rio et Rey Mysterio.

### The Miz contre Randy Orton
Aux Survivor Series, Randy Orton bat Wade Barrett et conserve son titre de champion de la WWE. À Raw, la Nexus attaque Orton avant son match retour contre Wade Barrett, avant la fin du match, Wade Barrett porte son Wasteland sur Orton et Cena intervient en sortant l'arbitre du ring avant le compte de trois. Ensuite Orton porte son RKO sur Barrett et conserve son titre. C'est là que The Miz, détenteur de la mallette du Money in the Bank, encaisse la mallette et reprend le match : The Miz contre le RKO d'Orton avec un Skull Crushing Finale et devient champion de la WWE. Enfin, Orton demande un match revanche contre le Miz à TLC pour le titre de la WWE dans un combat de tables, le Miz accepte son défi.

### John Morrison contre Sheamus
Après avoir battu Sheamus au Survivor Series, la rivalité entre John Morrison et Sheamus est intense. Ensuite lors de la finale du tournoi du King of the Ring, Sheamus bat Morrison et devient King Sheamus. Le 13 décembre le manager général anonyme de Raw annonce que la rivalité entre John Morrison et Sheamus prendra fin à TLC dans un Ladder Match dont l'enjeu est un match de championnat pour le championnat de la WWE.

## Matchs

### Matchs préliminaires
Le spectacle a commencé avec un match non télévisé ou dark match opposant Daniel Bryan accompagné par les Bella Twins à Ted DiBiase qui est accompagné par Maryse. Daniel Bryan remporte le match par soumission en effectuant une LeBell Lock, une prise au sol visant le visage.
Le premier match diffusé est un Triple threat Ladder match, le but est de décrocher la ceinture de champion qui est suspendu au-dessus du ring, pour le championnat Intercontinental opposant le champion en titre Dolph Ziggler accompagné de Vickie Guerrero, la manager général de Smackdown et la petite amie de Ziggler, à Kofi Kingston et Jack Swagger. Après des échanges de coups sur le ring entre les trois hommes Ziggler amènent une échelle sur le ring et tente de décrocher la ceinture mais ses deux adversaires font tomber l'échelle et Ziggler. Il installe ensuite une seconde échelle dans un coin du ring. Swagger se blesse ensuite et un membre du staff médical le soigne pendant quelques minutes. Vickie tente ensuite de décrocher la ceinture mais Kofi tente de déséquilibrer l'échelle mais Ziggler et Swagger reviennent sur le ring. Kofi tente ensuite de décrocher la ceinture mais Swagger lui tient la cheville en effectuant une Ankle lock mais il réussit quand même à monter à l'échelle. Ziggler passe au-dessus de ses deux adversaires et se retrouve au sommet de l'échelle mais il est ramené au sol par Kingston. Kofi et Swagger tentent de décrocher la ceinture en même temps. Ils réussissent à la décrocher mais celle-ci tombe sur le ring et Ziggler la récupère pour remporter le match.
Ensuite, on a un Tornado Tables match opposant les Divas of Doom (Beth Phoenix et Natalya, la championne des Divas) à LayCool (Layla et Michelle McCool). Une table où les LayCool sont carricaturés est rapidement mise dans un des coins du ring par Beth et Natalya. Après quelques minutes, les LayCool reprennent l’avantage dans le match et installe une autre table au milieu du ring. Beth et Natalya reviennent dans le match, Natalya effectue Sharpshooter sur les LayCool pendant que Beth déplace la table peinte. Layla et Michelle reprennent le contrôle du match et prépare une double superplex (une projection depuis la deuxième corde) sur Natalya, mais leur adversaire réussit à les pousser à travers la table peinte qui a plié mais qui n'est pas cassée elle effectue un saut depuis le coin du ring et atterrit sur ses adversaires brisant la table et ainsi les Divas of Doom remportent le match.
Après ce match par équipe féminin vient un match par équipe pour le championnat par équipe de la WWE opposant Santino Marella et Vladimir Kozlov à The Nexus (Heath Slater et Justin Gabriel accomagnés d'Husky Harris et Michael McGillicutty). Santino commence le match face à Justin Gabriel. Après un coup au visage de Santino, Justin passe le relais à Heath Slater mais Santino prend l'avantage sur son adversaire avant de l'emmener dans le coin de son équipe pour passer le relais à Kozlov. Ce dernier se retrouve amené au sol par Slater qui le ramène dans le coin de la Nexus pour passer le relais à Gabriel qui repasse ensuite le relais à Slater. Kozlov réussit à se relever et à passer le relais à Santino qui rapidement prend l'avantage sur son adversaire et prépare sa prise de finition, le Cobra (une pichenette de la main droite après des gestes théâtraux) mais Michael McGillicutty entre sur le ring et l'arbitre disqualifie Slater et Gabriel. Après le match, la Nexus attaque Santino Marella et Vladimir Kozlov.
Après ces deux matchs par équipe vient le Ladder match pour désigner le challenger pour le championnat de la WWE entre « King » Sheamus et John Morrison. Les deux hommes se battent sur le ring mais rapidement ils quittent le ring où Sheamus prend l'ascendant sur Morrison en envoyant son adversaire dans une barricade puis dans le public. Morrison revient dans le combat et installe une échelle sur le ring en dessous du contrat qui symbolise l'enjeu du match et tente de décrocher celui-ci mais son adversaire revient. Sheamus utilise ensuite à plusieurs reprises l'échelle comme une arme pour blesser les genoux de son adversaire. Sheamus tente ensuite de décrocher le contrat mais son adversaire le ramène au sol en utilisant une autre échelle que Sheamus a précédemment amené sur le ring. Morrison reprend l'avantage dans le match en envoyant son adversaire hors du ring puis il envoie une échelle à Sheamus qui est au sol. Les deux hommes se battent sur l'échelle et derrière eux une échelle a été placé en début de match entre le tablier du ring et la table des commentateurs. Morrison tente d'envoyer son adversaire dans cette échelle en faisant une suplex mais Sheamus l'en empêche et tente à son tour d'envoyer Morrison dans l'échelle mais ce dernier réussit à envoyer l'Irlandais dans l'échelle qui se brise. John Morrison est tombé en dehors du ring, revient sur le ring pour décrocher le contrat mais Sheamus revient en rampant et tente de déséquilibrer l'échelle mais son adversaire se sert des cordes pour faire un mouvement de balancier et envoie un coup de pied dans la tête de Sheamus. Enfin, John Morrison décroche le contrat.

### Matchs principaux (Main events)
Après la victoire de John Morrison vient le match pour le championnat de la WWE opposant The Miz accompagné d'Alex Riley à Randy Orton dans un Table match. Les deux hommes se battent sur le ring pendant plusieurs minutes avant qu'Orton n'envoie son adversaire hors du ring puis il le rejoint. Orton sort une table qui était sous le ring et la laisse dépliée par terre et tente de faire une suplex sur son adversaire pour le faire passer à travers cette table mais Riley la déplace. Orton installe ensuite une table sur le ring et tente de faire passer le Miz à travers mais Riley intervient. Cela permet au Miz de tenter de gagner le match en tentant un Skull Crushing Finale pour faire passer Orton à travers cette table mais ce dernier réussit à conter le Miz et le pousse en arrière ainsi que l'arbitre qui se retrouve inconscient hors du ring. Après que le Miz ait été envoyé hors du ring par Orton, Riley intervient mais il se prend un RKO de la part d'Orton puis Riley passe à travers la table après une powerbomb. Le Miz revient sur le ring et porte son Skull Crushing Finale sur Orton puis il déplace son adversaire sur la table cassée et réveille l'arbitre pour remporter le match et le Miz part vers les coulisses.
Après avoir visionné sur l'écran géant les derniers instants du match, l'arbitre ordonne que le match recommence. Orton agresse le Miz en dehors du ring puis ramène son adversaire sur le ring. Orton monte sur le tablier mais le Miz pousse Riley sur Orton qui passe à travers une table. Le Miz remporte le match.

## Résultats
| #                                                                | Match | Stipulation                                                                                | Durée |
| ---------------------------------------------------------------- | --- | ------------------------------------------------------------------------------------------ | ----- |
| Dark                                                             | Daniel Bryan (avec The Bella Twins) bat Ted DiBiase (avec Maryse)                                                                                      | Match simple                                                                               | 5:18  |
| 1                                                                | Dolph Ziggler (avec Vickie Guerrero) (c) bat Kofi Kingston et Jack Swagger                                                                             | Triple Threat Ladder match pour le Championnat intercontinental                            | 8:56  |
| 2                                                                | Natalya et Beth Phoenix battent Lay-Cool (Layla et Michelle McCool)                                                                                    | Divas Tag Team Tables match                                                                | 9:20  |
| 3                                                                | Santino Marella et Vladimir Kozlov (c) battent Nexus (Justin Gabriel et Heath Slater) (avec Husky Harris et Michael McGillicutty) par disqualification | Tag Team match pour le Championnat de la WWE par équipe                                    | 6:28  |
| 4                                                                | John Morrison bat Sheamus | Ladder match pour être challenger au titre de champion de la WWE                           | 19:08 |
| 5                                                                | The Miz (avec Alex Riley) (c) bat Randy Orton | Tables match pour le Championnat de la WWE                                                 | 13:40 |
| 6                                                                | Edge bat Kane (c), Rey Mysterio et Alberto Del Rio (avec Ricardo Rodriguez)                                                                            | Fatal Four Way Tables, Ladders, and Chairs match pour le Championnat du Monde poids-lourds | 22:45 |
| 7                                                                | John Cena bat Wade Barrett | Chairs match                                                                               | 19:10 |
| (c) désigne le(s) champion(s) défendant son titre dans le match. | |                                                                                            |       |